# Maria del Carme de Sojo i Ballester
Maria del Carme de Sojo i Ballester (Reus, 15 d'octubre de 1856 - Barcelona, 16 d'agost de 1890) va ésser una dona casada, membre del tercer orde laic dels carmelites. Ha estat proclamada serventa de Déu per l'Església catòlica.

## Biografia
Maria del Carme de Sojo va néixer a Reus en una família catòlica, i des de petita va mostrar senyals de gran religiositat. En créixer, va ajudar en la cura d'ancians i nens, col·laborant a l'Hospital de les Germanetes dels Pobres de Reus. Allà va conèixer el metge Jordi Anguera i, només amb setze anys, el 13 de maig de 1872, es va casar amb ell, que ja en tenia 31. Amb ell marxà a Barcelona. Van tenir cinc fills (dos van morir encara nens), i un altre va ser Josep Oriol Anguera de Sojo. Va dedicar el seu temps a l'educació cristiana dels fills, a les obres de beneficència i la pregària, construint un asil per a pobres. El seu marit, també molt religiós, sovint atenia gratuïtament els malalts pobres i hi dedicava molt de temps, per la qual cosa Carme havia de fer restriccions de despeses a casa seva. Per la seva mala salut, sovint havia de ser fora de casa, en sanatoris, per la qual cosa escrivia cartes diàriament al seu espòs, conservades en la seva integritat, i on demostra un gran amor per ell.
Molt humil, feia penitència sovint i desitjava patir les malalties dels seus nens i renunciar als plaers i satisfaccions personals. Es va fer membre del Tercer Orde Carmelita secular. En 1884 va fer vot de compartir els patiments de Crist. Va morir a Barcelona el 1890.

## Veneració
La diòcesi de Barcelona va iniciar, a instància dels carmelites, el seu procés de beatificació a causa de les seves virtuts considerades heroiques, amb el número 59 de protocol de la Congregació per a les Causes dels Sants. El 28 de juliol de 1926 es va emetre el decret favorable sobre els seus escrits. Ha estat proclamada serventa de Déu.